# Ами Буе
 Тази статия е за геолога.  За върха в Антарктика вижте Ами Буе (връх).  
Ами Буе (на френски: Ami Boué) е френски учен от германски произход, приел австрийско поданство, геолог, географ, картограф и етнограф.

## Ранни години (1794 – 1820)
Роден е на 16 март 1794 година в Хамбург, тогава в Свещена Римска империя. На 10-годишна възраст остава кръгъл сирак. Получава училищното си образование в Женева и Париж, след което следва медицина в Единбургския университет. Там попада под влиянието на Робърт Джеймсън, чиито изследвания в геологията и минералогията вдъхновяват по-нататъшната му кариера.
Буе участва в няколко геоложки експедиции в Шотландия и Хебридските острови, а след дипломирането си през 1817 г. се установява в Париж.

## Научна кариера (1820 – 1881)

### Геоложки изследвания в Европа (1820 – 1836)
През 1820 година Ами Буе издава книгата Essai géologique sur l'Ecosse, в която подробно са описани най-вече вулканичните скали. Той пътува в Германия, Австрия и Южна Европа и изследва различни геоложки формации, превръщайки се в един от пионерите на геоложките проучвания. През 1830 година е сред основателите на Френското геоложко дружество, а през 1835 година става негов председател.

### Изследвания на Балканите (1836 – 1839)
Между 1836 и 1839 година, заедно с Огюст Викенел като топограф, Буе предприема експедиция на Балканския полуостров, където извършва продължителни натуралистични и етнографски проучвания.
През 1836 година изследват Рила (2925 м), долината на река Струма и Пирин (2914 м). Същата година изследват река Черни Дрин в Македония, изтичаща от Охридското езеро (348 км2) и по нейния десен бряг проследяват, описват и картират редица масиви, в т.ч. Шар планина (60 км). Буе се връща в България без Викенел и описва Софийската котловина и Витоша (2290 м).
През 1837 г., вече сам, изследва северните и южни склонове на Стара планина (2376 м) от Искърския пролом до Черно море, в т.ч. цялото течение на река Камчия (244 км), като 5 пъти я пресича. Той изяснява, че от 24° и.д. планината се простира точно по паралела 42° 45` с.ш., но на отделни участъци преувеличава нейната ширина. Установява също, че от запад на изток планината постепенно се понижава, като към Черно море не превишава повече от 700 м.
Много правилно картира горното течение на река Искър, като показва, че реката прорязва Стара планина, не на изток от София, както е показано на старите карти, а на север от нея. Буе изследва средното течение на Тунджа и вместо високите планини, нарисувани на старите карти, открива хълмове и група ниски конични възвишения и „обръща“ реките да текат на юг към Егейско море, а не на изток към Черно море. Освен това доказва, че Стара планина не е свързана с планина Странджа.
От Тунджа Буе се насочва на юг и отново поправя старите карти, например че хребетът Текирдаг (ок. 100 км, 945 м) не е висока планинска верига, а нисък хребет, разположен покрай северния бряг на Мраморно море.
След това проследява цялото течение на Марица (514 км), където го очаква нов географски сюрприз. По съществуващите тогава карти реката тече в тясно дефиле със стръмни отвесни склонове, а Буе открива и оконтурява широката и плодородна Горнотракийска низина. Проследява северните и източни склонове на Родопите и установява, че планината завършва на 20 – 30 км западно от река Марица.
Същата година покрай десния бряг на река Южна Морава (десен приток на Дунав) изследва редица планински масиви и установява връзката им със Стара планина на изток и с Южните Карпати на север.
През 1838 – 1839, отново с Огюст Викенел, пътешества в Албания и Босна. Двамата картират планината Църна гора (на север от Скопие, на 42º с.ш.) и откриват извора на река Южна Морава. Покрай десния бряг на река Ибър (от басейна на Морава) на 21º и.д. изследват и картират планината Копаоник (около 100 км, 2017 м).

## Следващи години
След завръщането си в Париж издава La Turquie d'Europe; observations sur la geographie, la géologie, l'histoire naturelle (1840), която е сред най-важните за времето изследвания на региона, включително на територията на България. Книгата му е съпроводена и с първата изработена геоложка карта на България. През 1849 г. съставя първата етнографска карта на османската част на Балканите. Според него: 
| „ | Българите населяват България, Долна Мизия и по-голямата част от Горна Мизия; те съставят при това главната ядка на населението в Македония, с изключение на най-крайната югозападна част от Костур до и по Бистрица. | “ |

През 1841 г. Ами Буе се установява във Виена. Там получава австрийско поданство и продължава изследванията си, най-вече по геологията на Балканите.

## Памет
На Ами Буе е наречена улица в кварталите „Крива река“ и „Хиподрума“ в София (Карта).

## Трудове
- Mémoires géologiques et paléontologiques, Paris, 1832 г.
- La Turquie d'Europe; observations sur la geographie, la géologie, l'histoire naturelle, etc.  Paris, Arthus Bertrand, 1840. Посетен на 10 март 2024.
- Сборник маршрути по Европейска Турция, 2 т., 1854 г.
- Autobiographie du Docteur médécin Ami Boue, membre de l'Academie Impériale des Sciences de Vienne etc.: né à Hambourg le 16 mars 1794 et mort comme Autrichien à Vienne: Le seul survivant quoique l'ainé de-trois frères et d'une soeur (La distribution de cet opuscule n'aura lieu qu'après sa mort).   Vienne, F. Ullich, 1879. Посетен на 12 февруари 2019.